# Zwarte wespbij
De zwarte wespbij (Nomada argentata) is een vliesvleugelig insect uit de familie bijen en hommels (Apidae). De wetenschappelijke naam van de soort is voor het eerst geldig gepubliceerd in 1839 door Herrich-Schäffer.